# Rörtjärnen (Sorsele socken, Lappland, 727953-159854)
Rörtjärnen är en sjö i Sorsele kommun i Lappland och ingår i Umeälvens huvudavrinningsområde. Sjön har en area på 0,157 kvadratkilometer och ligger 414 meter över havet.

## Delavrinningsområde
Rörtjärnen ingår i det delavrinningsområde (727439-160186) som SMHI kallar för Ovan Olsbäcken. Medelhöjden är 414 meter över havet och ytan är 28,9 kvadratkilometer. Räknas de 13 avrinningsområdena uppströms in blir den ackumulerade arean 151,92 kvadratkilometer. Gargån som avvattnar avrinningsområdet har biflödesordning 3, vilket innebär att vattnet flödar genom totalt 3 vattendrag innan det når havet efter 312 kilometer. Avrinningsområdet består mestadels av skog (42 procent) och sankmarker (57 procent). Avrinningsområdet har 0,16 kvadratkilometer vattenytor vilket ger det en sjöprocent på 0,5 procent.